# Soft systems methodology
Soft systems methodology (SSM) is een door Peter Checkland ontwikkelde praktische methodologie gebaseerd op het systeemdenken. De SSM biedt een benadering en schematechnieken om organisatieprocessen te modelleren. Dit kan worden gebruikt voor algemene probleemanalyse en synthese en bij veranderingsmanagement.